# ピーター・テイト

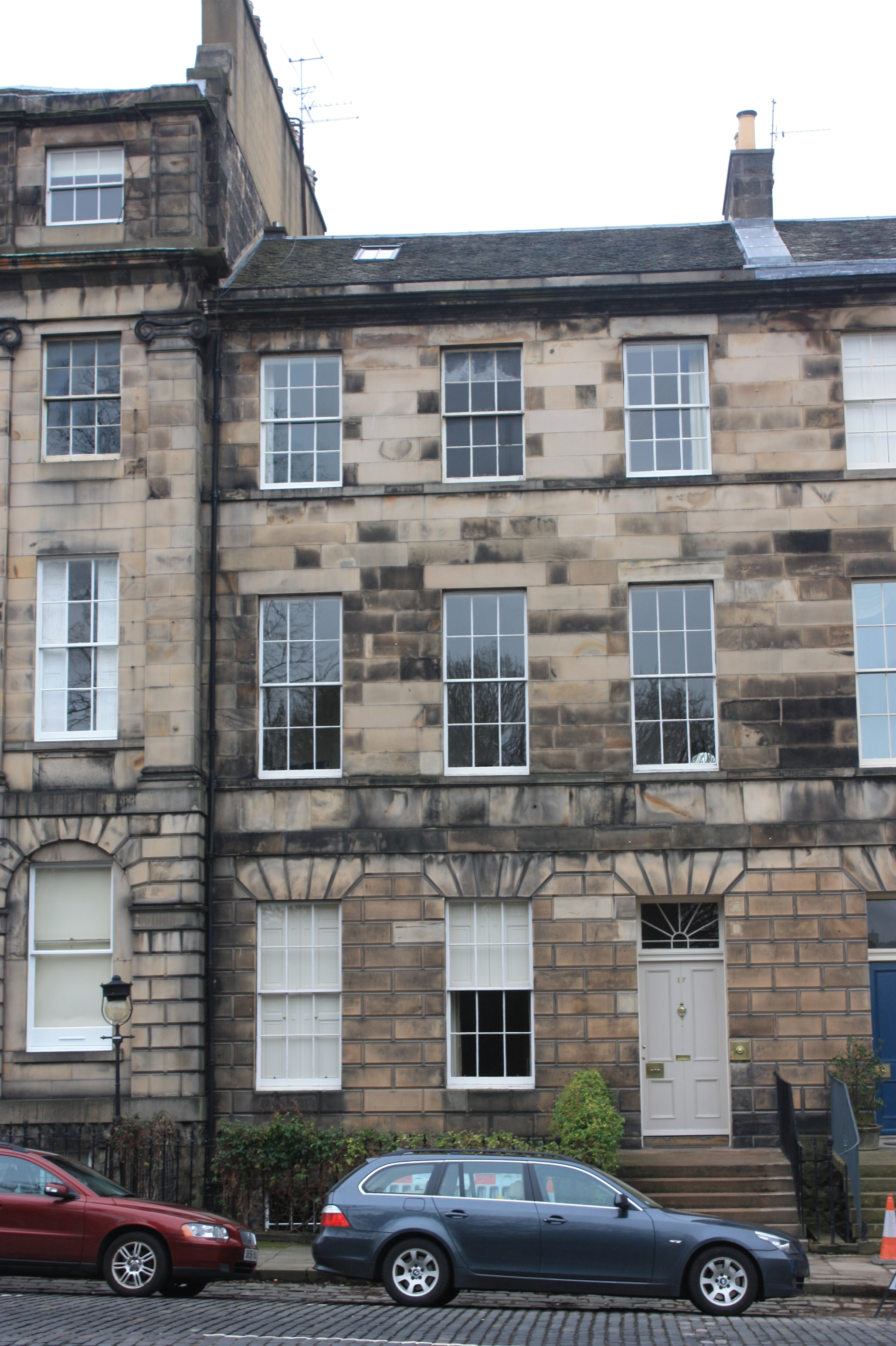
テイトの家

ピーター・ガスリー・テイト（Peter Guthrie Tait、1831年4月28日 - 1901年7月4日）は、スコットランドの数理物理学者。熱力学の先駆者。数理物理学の教科書 Treatise on Natural Philosophyをケルビン卿とともに書いたことや結び目理論に関する初期の研究で有名。
結び目理論に関するテイトの研究は、位相幾何学という数学の一分野の最終的な形成に貢献した。グラフ理論におけるテイト予想や、接触円におけるテイト・クネーザーの定理に名前が残る。